# Disney Studios Australia

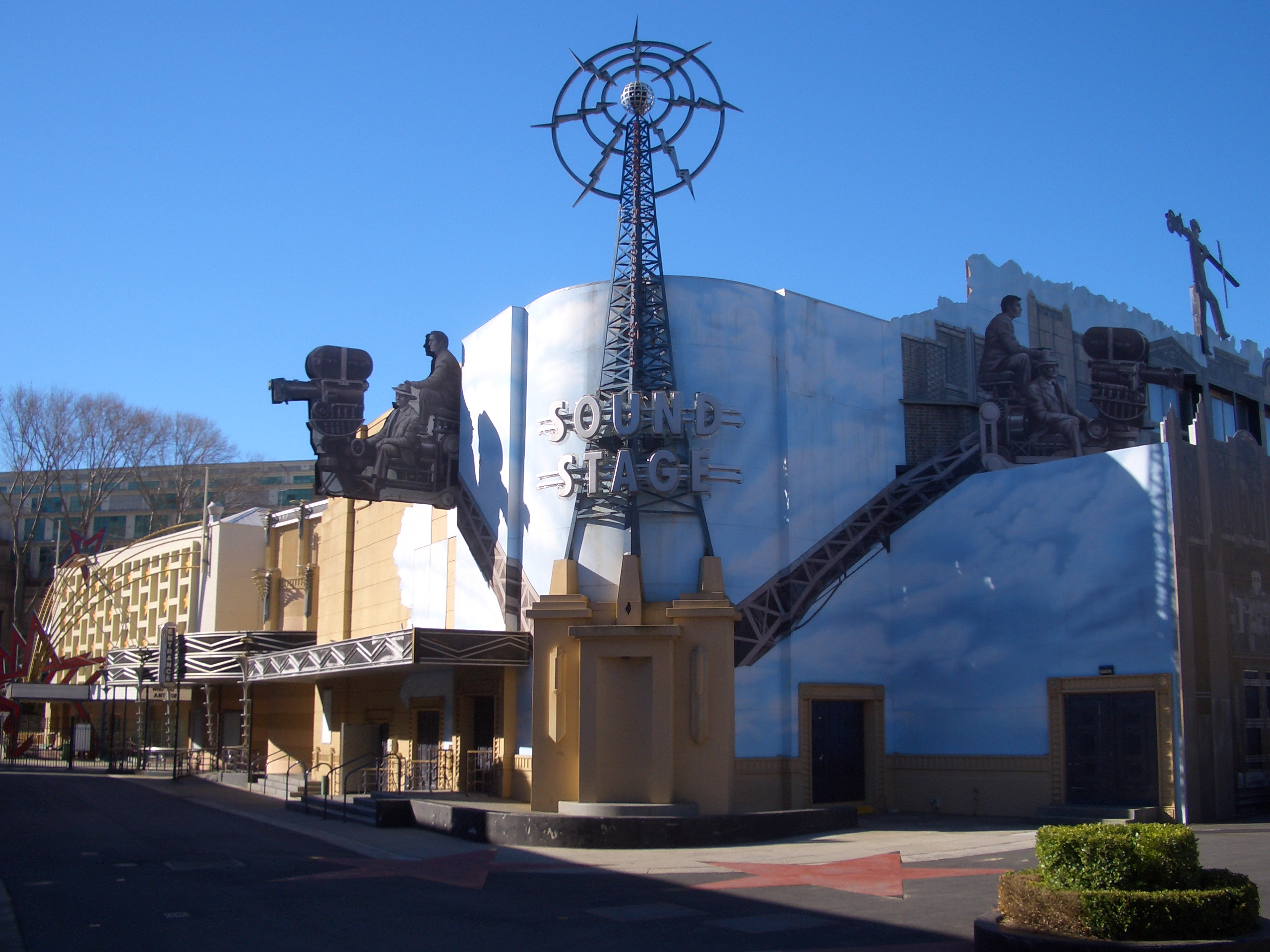
Fox Studios Australia

Disney Studios Australia is een grote filmstudio in Sydney, Australië, die in het bezit is van de Fox Entertainment Group (onderdeel van News Corporation). De studio heeft 20th Century Fox als primaire gebruiker. Sinds de officiële opening in mei 1998 heeft de studio grote producties als Moulin Rouge!, Mission: Impossible II en Star Wars: Episode II gehad.
De faciliteiten liggen ongeveer 5 kilometer van het City Business District af en hebben een totale oppervlakte van 132.000 m². De studio omvat acht stage's, productiekantoren, post-productiewerkruimtes, constructieafdelingen en meer dan zestig kleine, onafhankelijke bedrijven. Deze bedrijven verzorgen onder andere diensten als personeel, special effects, reismogelijkheden en pre-production diensten.

## Selecte filmografie
- Dark City - 1998
- Babe: Pig in the City - 1998
- The Matrix - 1998
- Farscape - 1999
- Mission Impossible II - 1999
- Holy Smoke - 1999
- Moulin Rouge! - 1999-2000
- La Spagnola - 2000
- Star Wars: Episode II: Attack of the Clones - 2000
- Kangaroo Jack - 2001
- The Quiet American - 2001
- The Matrix Reloaded - 2001-2002
- The Matrix Revolutions - 2001-2002
- The Night We Called It a Day - 2002
- The Mystery of Natalie Wood - 2003
- Star Wars: Episode III: Revenge of the Sith - 2003-2005
- Mask II: Son of Mask - 2004
- Stealth - 2004
- Superman Returns - 2005